# Luis Valsoto
Luis Valsoto (nacido en 1939) es un artista plástico mexicano autodidacta muy asociado con el estado de Jalisco. Su trabajo ha recibido premios y reconocimientos en México y en el extranjero. Es reconocido por las representaciones de la vida diaria y cosas ordinarias, especialmente animales domésticos como perros, gatos y caballos.

## Vida
Valsoto nació en el año de 1939 en Ciudad de México , integrante de una familia proveniente de Santiago Papasquiaro, Durango. Desde su infancia mostró habilidad para dibujar, sin haber tomado clases de arte. Prosiguió en sus estudios oficiales y en 1964 se matriculó en la escuela de arquitectura en la Universidad Nacional Autónoma de México, pero la dejó un año después ya que le ofrecieron trabajo como dibujante en la ciudad de Guadalajara, Jalisco, por lo que se trasladó a esa ciudad.
En los primeros años de estancia en la ciudad de Guadalajara, logró acercarse a círculos relacionados con la creación literaria. Su amistad con el escritor Elías Nandino lo impulsó a incursionar en la escritura, desafortunadamente, como lo platicó alguna vez el propio Valsoto, cuando le mostró su trabajo a Juan Rulfo, quien ya era un referente en la letras mexicanas, este le dijo que necesitaba mucho trabajo, por lo que abandonó ese proyecto y se interesó más activamente en la plástica. 
Su primera exhibición fue en La Galería en Guadalajara en el año de 1968, seguida de sus primera exhibición individual en la Galería Universitaria de la universidad de Guadalajara en 1969. Ese mismo año, Valsoto recibió el premio Jalisco de la Confederación Nacional de Cámaras de Comercio del estado, de las manos de David Alfaro Siqueiros.
En 1972, tuvo la oportunidad de asistir a un curso de pintura impartido por Nathan de Oliveira en la Universidad de California en Berkeley. Este curso consolidó su técnica y le ofreció ciertas libertades creativas.

## Carrera
Otras exhibiciones individuales incluyen: la Casa de la Cultura Jalisciense (1970), la galería de Britton en San Francisco (1971, 1973), el Ex-Convento del Carmen en Guadalajara (1976), Galería Encuentro en la Ciudad de México (1979), Galería Marchand en Guadalajara (1982), Galería Clave en Guadalajara (1984), Galería Hagermann en la Ciudad de México (1984), Galería Carlos Ashida Arte Contemporáneo en Guadalajara (1986), Foro de Arte y Cultura en Guadalajara (1967-1987), Galería Arte Aca en Guadalajara (1989), Palacio de Bellas Artes (1990), Galería Arvil (1990) Museo del Pueblo de Guanajuato (1993) y Museo Regional de Guadalajara (1998), la Galería de Juristas en Guadalajara (2010) y el Centro de Educación Artística José Clemente Orozco en Guadalajara (2012).
En 1975 él ganó la competencia anual en el Salón de la Plástica Mexicana y en 1980 obtuvo el primer lugar en la competencia de arte organizada por el estado de Jalisco llamado Salón de Octubre.
En 1977, comenzó su trabajo en el Instituto de Bellas Artes del estado de Jalisco, y fue su director de 1980 a 1983. Valsoto también dio clases durante por más de treinta años en diferentes lugares; incluyendo el actual en el Centro de Educación Artística José Clemente Orozco en Guadalajara. Aunque él ha considerado retirarse de la enseñanza, dice que se morirá con un pincel en la mano.
En 1977 él formó un grupo llamado "Los Vitalistas" con otras figuras artísticas así como Jorge Alzaga, Gregorio González y Alejandro Colunga, con el propósito de preservar la cultura mexicana y las tradiciones relacionadas con el arte.  El grupo tuvo cierta reacción con el alza del abstraccionismo y la influencia extranjera en el arte mexicano.  A pesar de que el grupo ya no existe, Valsoto sigue creyendo que el arte mexicano debe de ser consistente a sus raíces.
En 1979 Valsoto era uno de los miembros del Salón de la Plástica Mexicana, que fue fundada en el Foro de Arte Contemporáneo en la Ciudad de México. En 1980 él fue cofundador del Taller Experimental María Izquierdo.
En 1980 él viajó a La Habana como parte de una delegación de los veinte artistas mexicanos.
En 1981 creó el mural efímero, mural realizado por el décimo aniversario del Centro de Arte Moderno en Guadalajara.
Publicaciones del artista y su trabajo incluyen un suplemento en la revista literaria Péñola en 1981 y una retrospectiva de su dibujo en la revista de arte VARIA en 1984.
Importante mencionar que en 1987 él presentó una exhibición antropológica en el Foro de Arte y Cultura en Jalisco, donde 38 de sus obras fueron vandalizadas con un objeto afilado.
En el año de 1990, participó en la exhibición colectiva dedicada a perros y gatos, el cual era su tema favorito en la galería Avril en Guadalajara.
En 1994 expuso en el Palacio de Bellas Artes de forma colectiva y participó en la exposición Genio y maestría en el Museo de Arte Contemporáneo.
Su trabajo ha sido expuesto en ciudades de los Estados Unidos como Tucson, Austin, Texas, Boston y Phoenix así como en República Dominicana, Australia y Corea del Sur.
En 1995 la cámara de comercio de Jalisco conmemoró su carrera artística en el estado de Jalisco.

## Artístico
Valsoto y su trabajo es más asociado con el arte de escena de Jalisco, que él considera  la "cuna del arte" en México  Llamándose a sí mismo un “poeta plástico” (poeta artístico), Valsoto ha creado pinturas  (aceite en canvas, linóleo y cobre ), dibujos, esculturas y huellas. Él también experimentó con la fotografía y computadora dentro de su trabajo, especialmente en el gráfico.
Su simbolismo es parte de una tendencia figurativa del neo expresionismo. Él se centra en escenas de la vida cotidiana, considerando su trabajo un tributo a las cosas ordinarias, las describe como "doméstico" , “simple” o incluso “trivial". Valsoto es notado por sus representaciones de la una mujer de piel oscura con animales domésticos como: pájaros, cerdos y gallos, también con perros, gatos y caballos los cuales él admira particularmente. Estas representaciones muestran la influencia de Marc Chagall, Balthus, Diego Velázquez  y  Hieronymus Bosch, que pueden ser mostrados con máscaras o algunas veces símbolos mitológicos o religiosos.
Actualmente vive en Guadalajara, tiene cinco hijos; dos de ellos viven en California y tres en Guadalajara. Él no cree haber alcanzado su logro más grande, pero está próximo; medallas de bronce y plata en lugar de oro.